# XCOM 2
XCOM 2 is een computerspel voor Windows, Mac OS en Linux. Het spel werd wereldwijd uitgebracht op 5 februari 2016. De versie voor PlayStation 4 en Xbox One verscheen later dat jaar op 30 september 2016.
In augustus 2017 kwam een uitbreidingspakket uit, genaamd XCOM 2: War of the Chosen.

## Spel
Het spel is het directe vervolg op XCOM: Enemy Unknown en speelt zich 20 jaar later af na de gebeurtenissen in het voorgaande spel. De speler kruipt in de huid als commandant voor de paramilitaire organisatie X-COM, die de oorlog tegen de buitenaardse invasie heeft verloren. De wezens hebben zich op aarde gevestigd onder de schimmige organisatie ADVENT. X-COM is gedegradeerd tot een verzetsgroep die het kwaadaardige veroveringsplan van ADVENT moet zien te stoppen.

## Ontvangst
| Aggregator      | Score                         |
| --------------- | ----------------------------- |
| Metacritic      | 88% (PC) 88% (PS4) 87% (XOne) |
| Beoordeeld door | Score                         |
| Destructoid     | 7                             |
| EGM             | 7,5                           |
| Game Informer   | 9,5                           |
| GameSpot        | 9                             |
| IGN             | 9,3                           |
| Polygon         | 8                             |